# Símbolos nacionales no oficiales de Cuba
Los símbolos nacionales no oficiales de Cuba son aquellos símbolos e iconografías utilizadas profusamente como representación de la identidad de Cuba. Aunque no hayan sido adoptados de una manera oficial son populares y representan la historia, la naturaleza y la idiosincrasia de Cuba y los cubanos. Estos símbolos son la flor de la mariposa, la palma real, el tocororo, y la bandera de yara, aunque también hay otros.

## Flor nacional

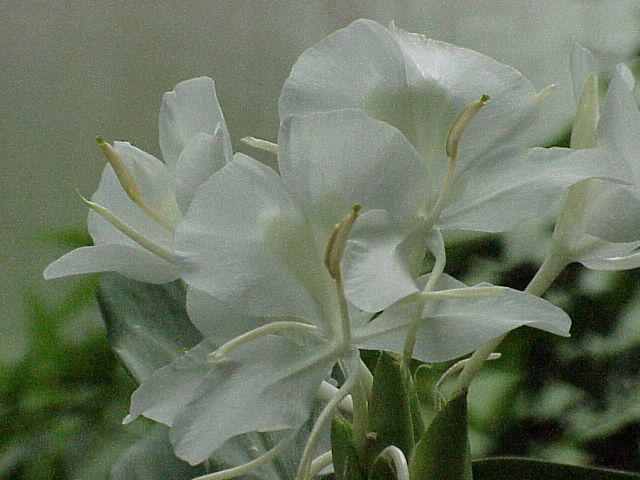
Mariposa (Hedychium coronarium J.Koenig)

La flor nacional de Cuba es la mariposa, cuyo nombre científico es Hedychium coronarium J.Koenig, de la familia de las zingiberaceae (apocináceo). No es originaria de Cuba sino de Asia, pero se ha adaptado maravillosamente al suelo cubano. Fue en 1936 que los botánicos del Jardín de la Paz en Argentina, pidieron a sus homólogos cubanos que determinaran cuál podría ser la flor nacional. El 13 de octubre de ese mismo año fue elegida la mariposa debido a que su blancura representa la pureza de los ideales independentistas y es símbolo de la paz. Además, el blanco es un elemento presente en las franjas de la enseña nacional. La forma de su flores, unidas al tallo central, simbolizan la unión de los cubanos. Es también paradigma de la gracia y la esbeltez de la mujer cubana. Según la tradición oral, se cuenta que durante las guerras de independencia, se escondían mensajes para el ejército libertador en el interior de estas flores, prendidas en velos y matones.

## Árbol Nacional

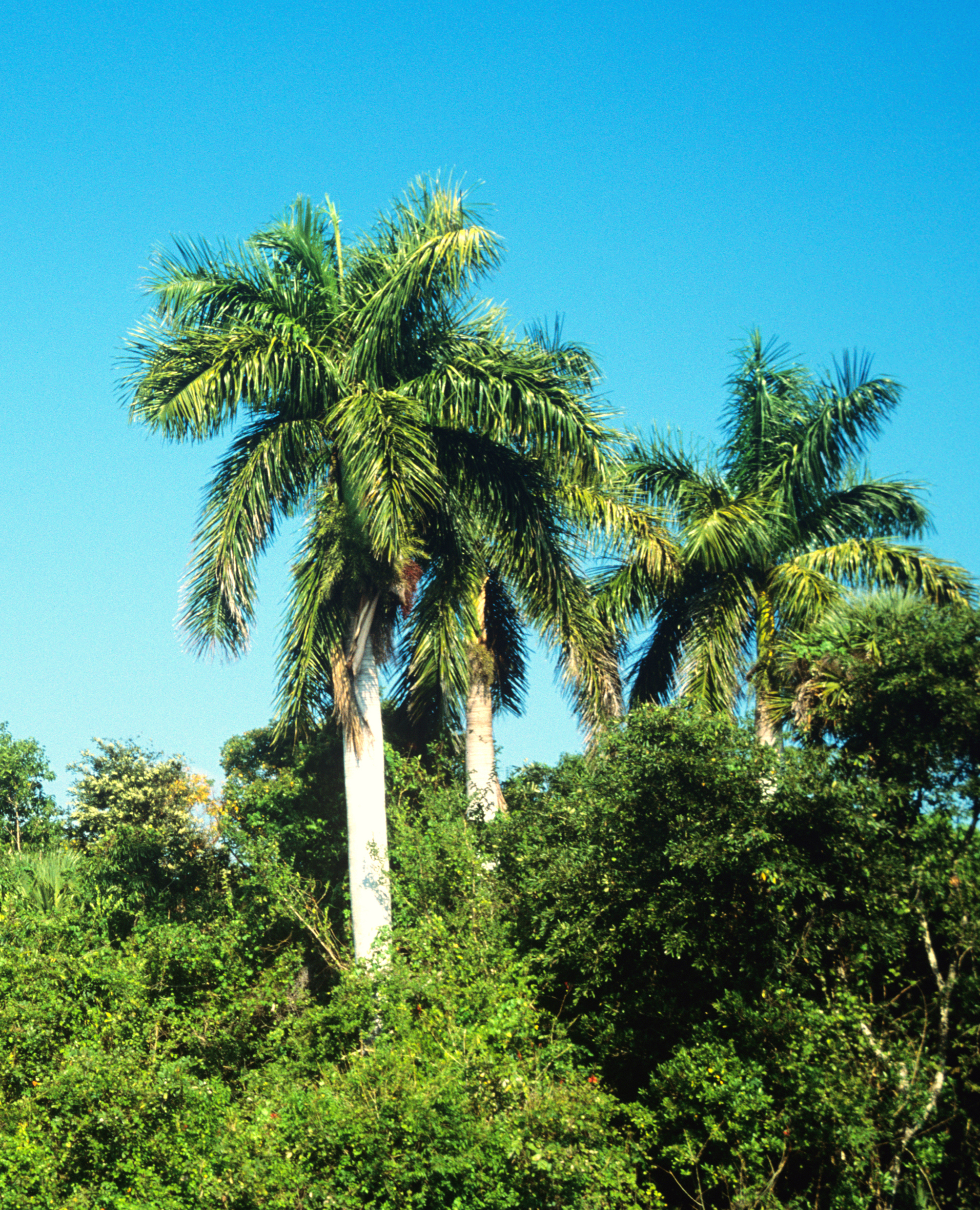
Palma real (Roystonea regia).

Cuando hablamos del Árbol Nacional, nos referimos al gran árbol que apareció un 6 de octubre del 1953, la palma real, cuyo nombre científico es Roystonea regia O.F.Cook. Es reconocida por los cubanos como la reina de los campos por la majestuosidad de su estructura, por su peculiar talla, la utilidad que reporta y por ser, además, el más numeroso de los árboles de la Isla. Pertenece a la familia de las palmáceas, es un árbol elevado, erecto que alcanza generalmente entre cuarenta y cincuenta pies de altura, coronado por un bello penacho de hojas pinnatisectas, capaz de suscitar tal admiración que muchos poetas y músicos han cantado a su elegancia. Sus frutos florecen  durante casi todo el año y desde tiempos inmemoriales fue utilizada, primero por los aborígenes y más tarde por los campesinos cubanos, para satisfacer algunas de sus necesidades más vitales, desde la comida para los animales de crianza hasta la madera para la construcción de las casas y las hojas para cubrir sus techos. Su gallarda presencia en el Escudo Nacional representa la libertad e independencia de la joven república cubana, símbolo de la lozanía y feracidad de su privilegiado suelo. No es exclusiva de Cuba, también se encuentra en Venezuela.

## Ave nacional

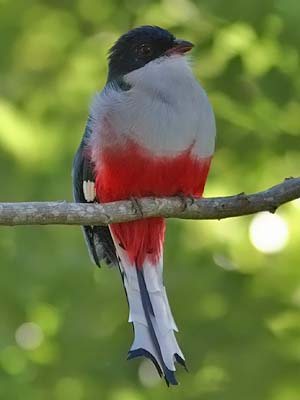
Tocororo (Priotelus temnurus).

El tocororo, cuyo nombre científico es Priotelus temnurus del orden Trogoniformes y perteneciente a la familia Trogonidae. Llamado por los originarios cubanos como "guatini", nombre que continúa siendo utilizado en algunas de las provincias orientales. Habita en lugares boscosos del país, preferentemente de montaña. Es considerado el ave nacional por dos motivos: su espléndido plumaje de vivos colores y por su resistencia al cautiverio, ya que muere cuando se le mantiene cautivo. Considerado como el ave más bella de Cuba, parte de su plumaje en verde recuerda los campos, su pecho de plumas blancas, su vientre de plumaje rojo y las plumas azules de su cabeza completan el claro simbolismo de la enseña nacional.

## Bandera de La Demajagua

Bandera de La Demajagua

También conocida como «bandera de Yara» o «La bandera del 10 de octubre», fue creada por Carlos Manuel de Céspedes, el Padre de la Patria cubana, y confeccionada por Candelaria Acosta "Ambula". Según el hijo de Céspedes, su padre se habría inspirado en la bandera de Chile (instaurada el 18 de octubre de 1817) para su creación: «imaginó una bandera nueva, que luciendo los mismos colores y forma de la de Carreras [sic] y O'Higgins se diferenciase de ésta en la disposición de aquellos».
Esta bandera ha presidido desde 1868, y continúa presidiendo, junto a la enseña nacional, todas las sesiones del parlamento cubano.

## Otros

### Poeta nacional
Han sido varios los poetas que han recibido, en distintas épocas, el título de Poeta Nacional de Cuba, entre los que se incluyen José María Heredia (1803-1839), de quien el propio José Martí hiciera grandes elogios por su poesía, de profundo contenido patriótico, entre la que destaca especialmente su Oda al Niágara con la descripción de las "palmas que en mi patria se mecen del viento a la sonrisa", Julián del Casal, el poeta cubano que murió riéndose (1863-1893), Agustín Acosta (1886-1979) y por último Nicolás Guillén (1902-1989), conocido especialmente por sus Motivos del Son y su poesía negra como contribución al espectro de los componentes de la nación y la nacionalidad cubana, especialmente por la musicalidad de sus versos.

### Deporte nacional
El deporte nacional de Cuba es sin dudas la pelota o béisbol. Surgió en los Estados Unidos y se comenzó a practicar en Cuba a finales del siglo XIX.

### Baile nacional
El danzón fue creado en Matanzas en 1878. Actualmente es uno de los bailes más utilizados al momento de representar el país en sus bailes típicos.